# Gangsa (Gong)

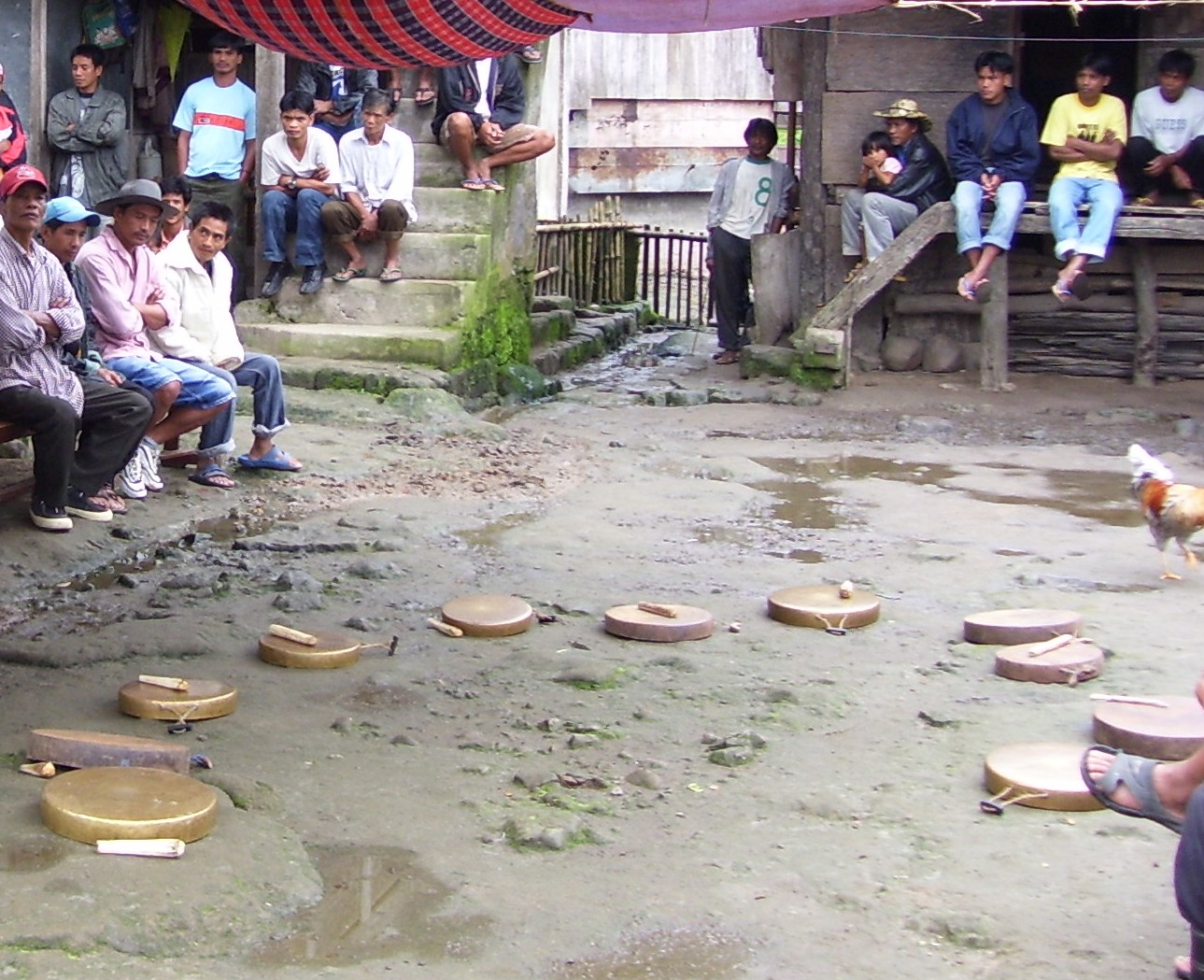
Vor Beginn der Aufführung sind mehrere gangsa zur Auswahl für die Musiker und Tänzer am Boden ausgelegt. Ethnie Kalinga, im Baranggay Upper Uma der Gemeinde Lubuagan.

Gangsa, regional auch gangha, hansa, ist ein flacher Gong aus Bronze oder Messing, der in der rituellen Musik mehrerer, zum indigenen Volk der Igorot gehörenden Gruppen auf der philippinischen Insel Luzon gespielt wird. Zwischen zwei und sieben gangsa in unterschiedlichen Größen werden bei Zeremonien der Dorfgemeinschaft (Reisernte, Friedensbünde) oder bei Übergangsfeiern (Hochzeiten) häufig zur Begleitung von Tänzen verwendet. Je nachdem, ob der Gong frei hängend in der linken Hand gehalten (Ensemble tadok oder pattang) und mit einem Holzstock in der rechten Hand angeschlagen oder auf den Oberschenkeln des Spielers liegt und mit beiden Händen geschlagen wird (Ensemble tupayya), ergeben sich unterschiedliche Klänge.
In den Philippinischen Kordilleren gelten gangsa als heilige Musikinstrumente, an deren Spielweise sich die rein der Unterhaltung dienenden Ensembles mit Instrumenten aus Bambus orientieren. Darüber hinaus genießen die Gongs eine besondere Wertschätzung als Mitgift und anderweitig als Tauschobjekt.

## Herkunft und Verbreitung

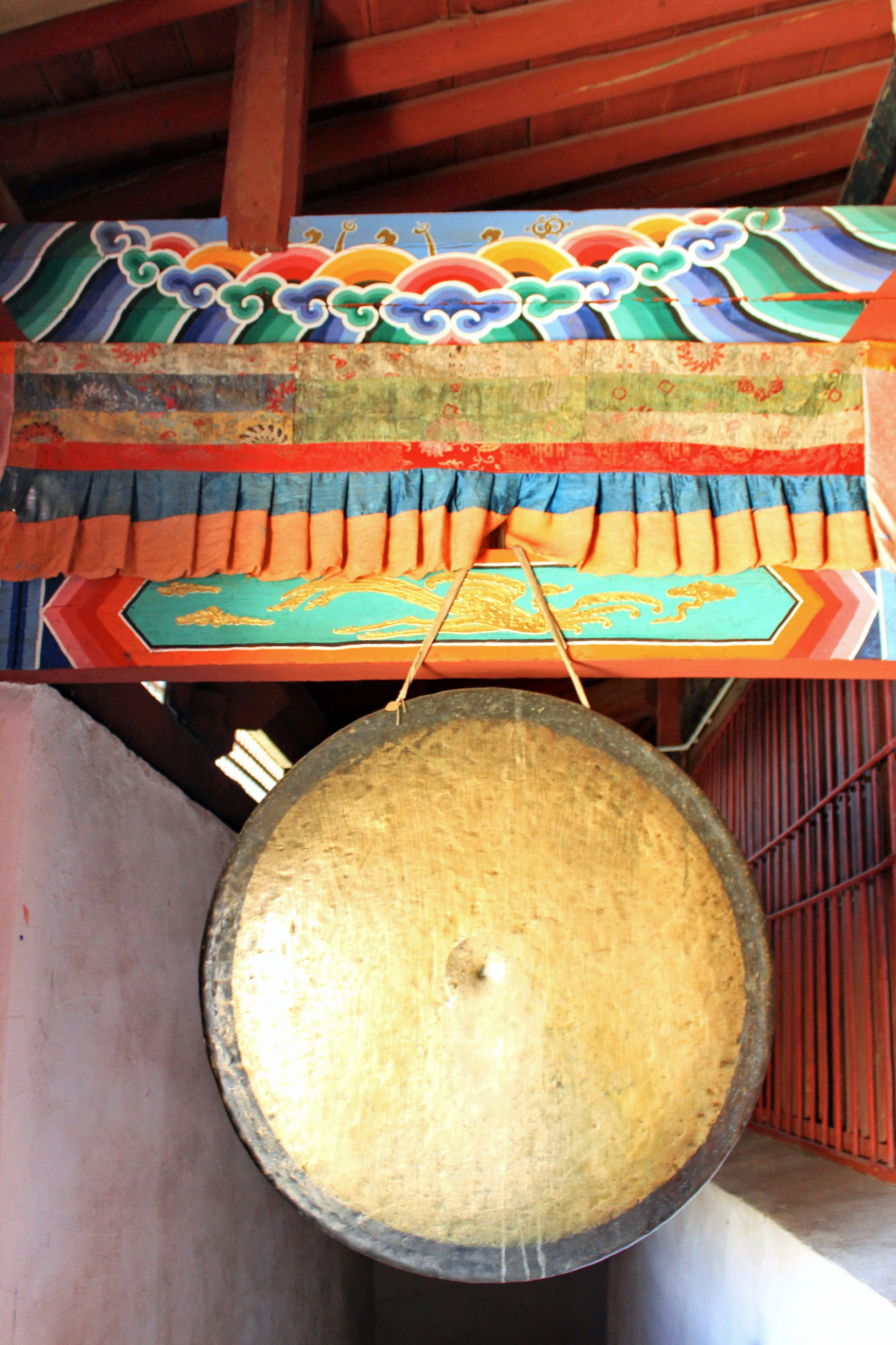
Flachgong im buddhistischen Kloster Erdene Dsuu in der Mongolei

Der älteste chinesische Flachgong wurde in der südlichen Provinz Guanxi gefunden und um 200 v. Chr. datiert. Vermutlich ähnlich alt wie flache Gongs sind die in Südostasien weiter verbreiteten Buckelgongs, die in den Ensembleformationen pi phat in Thailand, pin peat in Kambodscha, gamelan auf Java und Bali sowie kulintang im Süden der Philippinen und mit ähnlichen Namen auf einigen anderen Inseln im östlichen Malaiischen Archipel vorkommen. Flachgongs bringen keine so klar definierte Tonhöhe hervor wie Buckelgongs. Gangsa im Norden und die Buckelgongs kulintang im Süden sind die beiden gegensätzlichen Gong-Musiktraditionen der Philippinen. Von ihrem mutmaßlichen Ursprung in China verbreiteten sich Gongs beider Grundformen. Um 800 n. Chr. sind Gongs auf Reliefs am buddhistischen Stupa Borobudur auf Java abgebildet, zusammen mit diversen Blasinstrumenten, Saiteninstrumenten und einem Xylophon, dessen Form einem Mittelding zwischen den beiden Typen eines heutigen Metallophons entspricht. Diese heißen auf Java saron (die Klangplatten liegen flach auf einem großen Holzkasten) und gendèr (die Klangplatten hängen an Schnüren über einzelnen Resonatoren aus Bambusröhren). Beide Typen werden auf Bali nach dem verwendeten Material als gangsa bezeichnet. Das indonesische Wort gangsa („Bronze“, „Messing“) wurde auch auf die philippinischen Flachgongs übertragen.
Die möglicherweise älteste Verwendung von Gongs ist der magische Schutz vor bösen Geistern, weshalb sie laut geschlagen wurden, um gemäß der asiatischen Vorstellung den Drachen am Verschlingen des Mondes bei einer Mondfinsternis zu hindern. Bestimmte Dayak-Völker auf Borneo wollten durch Gongschläge den aufkommenden Sturm davon abhalten, ihre Häuser wegzublasen. In buddhistischen Klöstern signalisieren Gongs den Beginn von Versammlungen und leiten Rituale ein. In China heißen so verwendete Flachgongs luo und in  Myanmar entsprechen sie der Schlagplatte kyizi. Neben der heutigen Bezeichnung luo sind tang und cheng frühere Namen chinesischer Gongs, die teilweise zusammen mit den Gongs nach Korea, Japan und Vietnam gelangten. Borneo, die Philippinen und Java gehören ebenfalls zum Verbreitungsgebiet der Flachgongs in Südostasien.
Auf Java kommt das Wort gangsa in der Zusammensetzung pandai gangsa in einem 862 datierten Beleg vor. Pandai bedeutet Schmied in der Kombination pandai besi („Eisenschmied“). Gangsa geht auf Sanskrit kansá oder kansya in derselben Bedeutung „Bronze“ oder „Messing“ zurück. In Indien stammt eine der frühesten Reliefabbildungen eines Gong unklarer Form vom Stupa von Amaravati (ab 2. Jahrhundert v. Chr.). Bei späteren indischen Darstellungen ist zu erkennen, dass es sich um Flachgongs handelt. Von kansá abgeleitete Namen in anderen indischen Sprachen für Gongs sind kamsatalo kamso (Pali), kamsara (Bengali), kamsala (Marathi und Kannada) sowie peddaganta (Telugu) und ghana (Kannada). Ghana bezeichnet zugleich in der indischen Klassifizierung von Musikinstrumenten die Gruppe der (in Indien meist aus Metall bestehenden) Idiophone. In den ersten nachchristlichen Jahrhunderten kamen weite Teile Südostasiens unter indischen Kultureinfluss. Die Philippinen blieben hiervon weitgehend ausgespart.
Unabhängig von der indischen Herkunft des Wortes gangsa stehen die auf Luzon so bezeichneten Flachgongs mit den Gongs auf dem jenseits des südchinesischen Meeres gelegenen asiatischen Festland, dem Gebiet von Vietnam und Südchina, in einer alten, vielleicht in prähistorische Zeit zurückreichenden Beziehung. Hierauf verweisen Gemeinsamkeiten in Form, Spielweise der Gongs und kulturellen Eigenheiten zwischen den indigenen Völkern der philippinischen Kordilleren und den Montagnards im zentralen Bergland von Vietnam. Die in Stelzenhäusern lebenden Minderheitsvölker in den vietnamesischen Bergen verwenden je nach Anlass Ensembles mit zwischen zwei und 22 Buckel- oder Flachgongs. Die Gesamtheit ihrer rituellen Musik und Tänze wurde zum immateriellen UNESCO-Welterbe erklärt.

## Spielweise

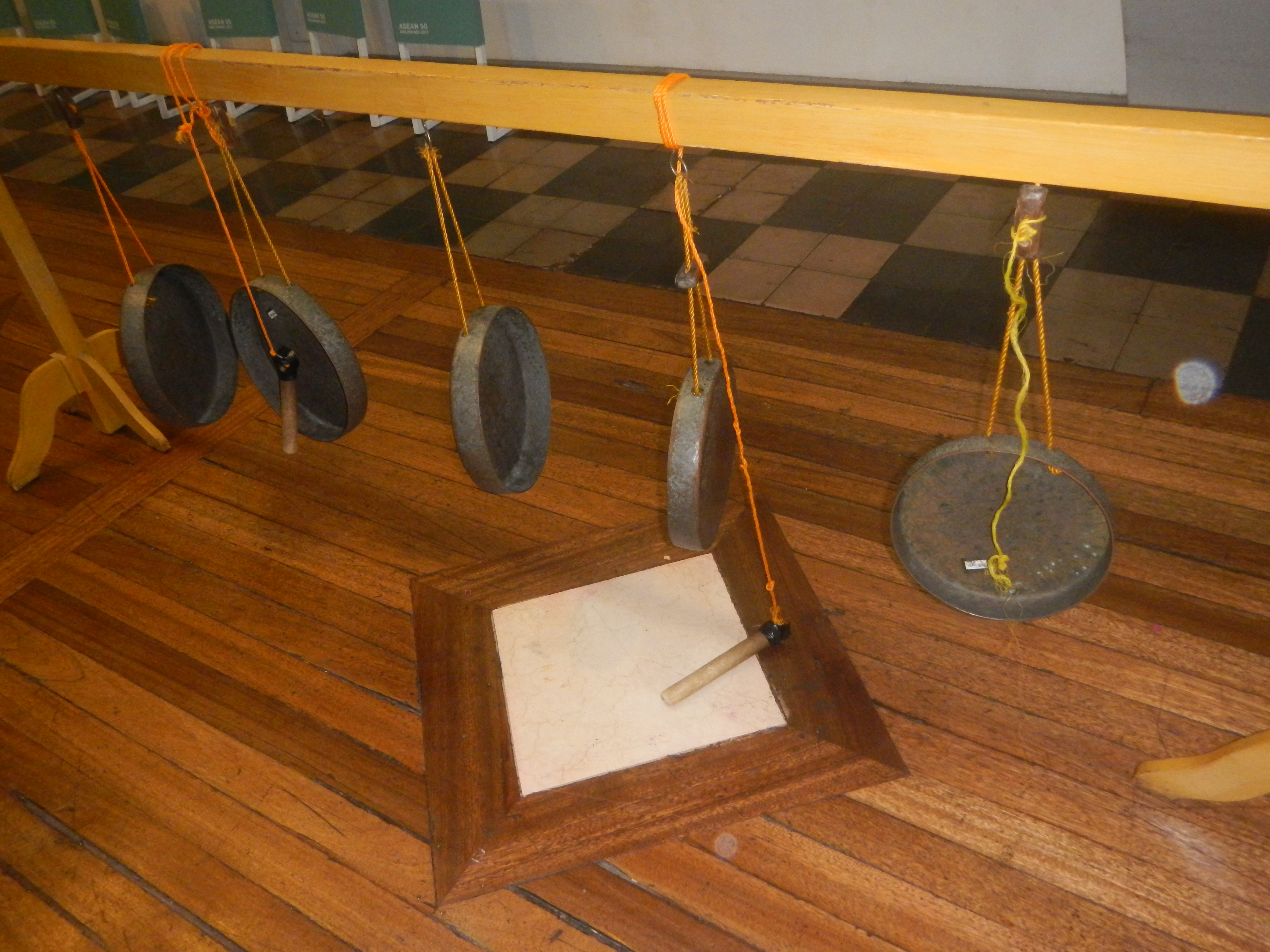
Zu Unterrichtszwecken aufgehängte gangsa im Kindermuseum Museo Pambata in Manila

Die gangsa bestehen aus Bronze oder Messing und besitzen üblicherweise einen Durchmesser von etwa 30 Zentimetern und einen senkrecht abgeknickten, fünf Zentimeter hohen Rand. Sie produzieren einen diffusen metallenen Klang mit einer mehr oder weniger bestimmbaren Tonhöhe. Jeder Gong wird einzeln von einem Spieler geschlagen. Der kniende Spieler schlägt, klopft oder gleitet mit den Handflächen über den Gong. Der stehende Musiker schlägt mit einem Holzschlägel auf die Fläche oder gegen den Rand, wobei er den Schlag frei ausklingen lässt oder mit dem Unterarm dämpft.
Die sechs hauptsächlichen, zu den Igorot gezählten Ethnien in den Kordilleren von Luzon sind die Bontok (Bontoc), Ibaloi, Ifugao, Isneg (auch Apayao), Kalinga und Kankanai. Weitere heißen Gaddang, Ilongot und Tinguian. Musikalische Gemeinsamkeiten der verschiedenen Ethnien sind vor allem der zeremonielle Einsatz von Flachgongs, die Verwendung zahlreicher Bambusinstrumente, darunter der Röhrenzither, die bei den Kalinga und Bontok kolitong genannt wird und eine epische Gesangstradition, die bei den Kalinga als gasumbi und ullalim bekannt ist. Die Themen des während der Erntesaison vorgetragenen gasumbi sind Brautwerbung und Kopfjagd; beim ullalim geht es um die Kämpfe, Errungenschaften und magischen Fähigkeiten eines legendären Helden. Die Flachgongs sind die heiligsten Musikinstrumente der indigenen Völker in den Philippinischen Kordilleren. Wenn früher ausschließlich von erwachsenen Männern gespielte Gongs erklangen, handelte es sich um eine Friedenszeremonie zwischen benachbarten Volksgruppen, um eine Übergangszeremonie (Hochzeit), um eine Opferzeremonie oder um ein anderes bedeutendes Ritual der Gemeinschaft. Üblicherweise können heute gangsa auch zu Übungszwecken und  zur Unterhaltung, regional auch von Frauen, gespielt werden.

### Kalinga

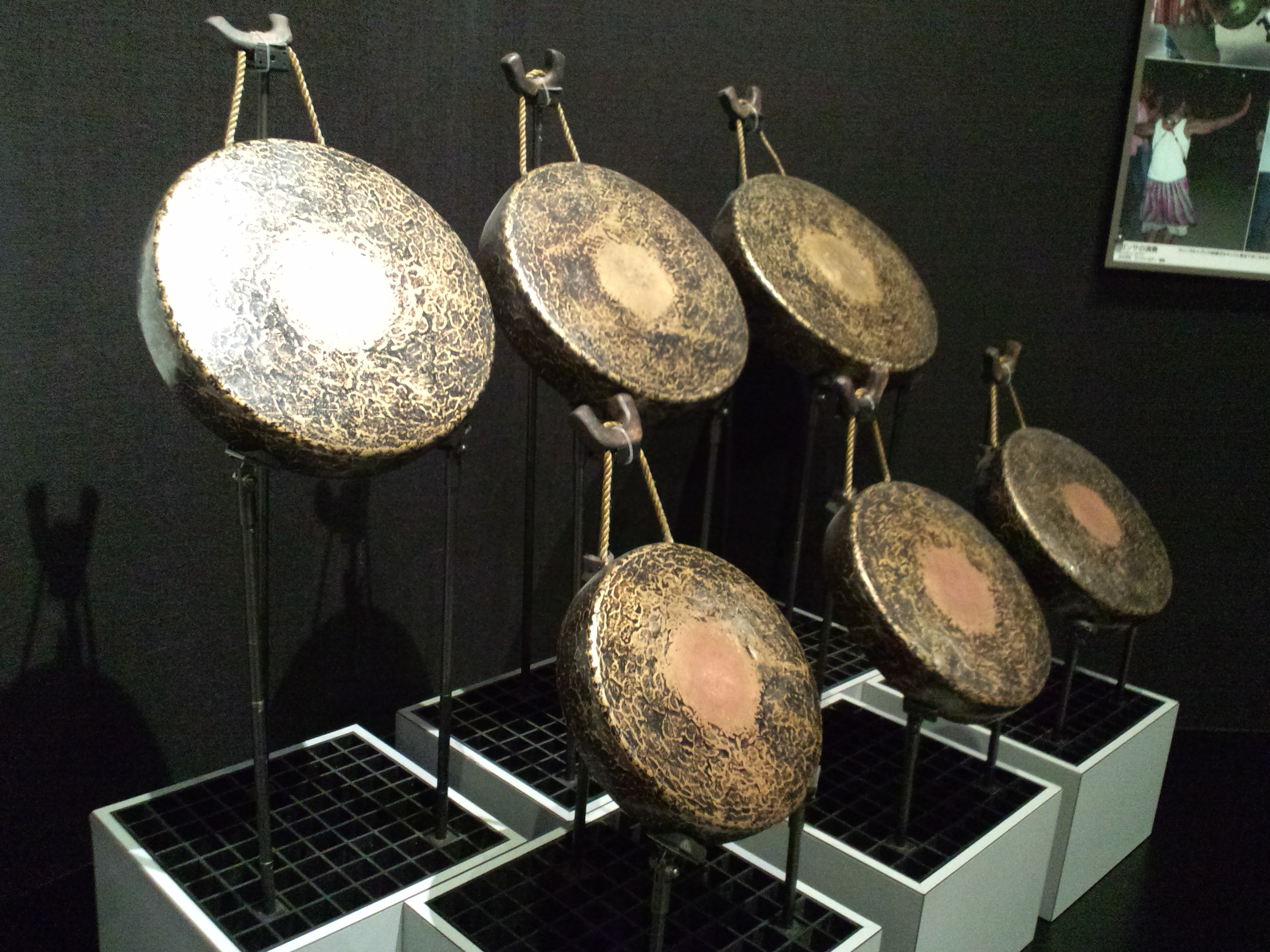
Set von sechs gangsa der Kalinga. Nationalmuseum für Ethnologie in Osaka

Gangsa werden bei den Kalinga in der Provinz Kalinga nach wie vor in der Familie vererbt und sind der wesentliche Teil der nationalen Musikkultur. Die Gongs sind die einzigen, nicht selbst angefertigten Musikinstrumente der Kalinga und müssen von auswärts bezogen werden. Die Spielweise des zeremoniellen gangsa-Ensembles liefert die verbindlichen musikalischen Strukturen und Spieltechniken, die von den rein der Unterhaltung dienenden Ensembles mit Bambusinstrumenten, darunter den Stampfrohren tongatong, übernommen werden. Weil ein gangsa-Ensemble aus sechs Gongs unterschiedlicher Größe besteht, besitzt etwa die Bambusröhrenzither kolitong sechs, auf die Tonhöhen der Gongs gestimmte Saiten. Die gangsa-Töne sind von tief nach hoch benannt: (1) balbal, (2) kadwa, (3) katlo („dritter“), (4) kapat („vierter“), (5) opop oder kalima, (6) lalat, kanom oder anungos. Die zweisaitige Bambusröhrenzither tambi (dem Typ der javanischen gumbeng entsprechend) wird im gleichnamigen Ensemble gespielt, das aus sechs unterschiedlich großen Instrumenten besteht, welche die vom gangsa-Ensemble übernommenen Bezeichnungen für die Tonhöhen tragen. Es gibt des Weiteren Ensembles mit sechs Bambusschlaggabeln balingbing und Gruppen von sechs sitzenden Musikern, von denen jeder anstelle eines Flachgongs ein über seinen Knien liegendes Bambusrohr (patatag) wie eine einzelne Xylophonklangplatte schlägt. Analog zu den gangsa werden auch sechs Pfeifen der Panflöte saggeypo geblasen. Wie eine gangsa-Rhythmik von Bambusinstrumenten übernommen wird, zeigen Musiker mit der Bambusklapper pattanggok (patangguk), deren einseitig herausragende Zunge sie gegen eine am Boden liegende Bambusstange schlagen. Die Übernahme zeremonieller Gong-Spielweisen in der privaten Musik der Bambusröhrenzithern erinnert an die Musik der Buckelgongs ogung bei den Batak in Nordsumatra, die durch ebensolche Bambusröhrenzithern gondang buluh nachgeahmt werden kann.
Traditionell tanzen bei Zeremonien Männer, während sie gangsa spielen oder männliche Spieler begleiten die Tänze der Frauen. Außerhalb des zeremoniellen Kontextes dürfen alle Mitglieder der Gemeinschaft gangsa spielen. Unterhaltende Anlässe werden in Kirchen, Schulen und bei Festen mit Wettbewerben geboten.
Bei der Spielweise tadok oder pattang (auch patong, pattung, palook) schlägt ein sich bewegender Tänzer den Gong mit einem Holzstab, während bei der Spielweise tuppaya (auch toppaya, tuppayya) der am Boden kniende Musiker den Gong mit den Händen schlägt. Beim tadok (benannt nach dem Verb, das „gangsa-Spielen und zugleich tanzen“ bedeutet), spielt jeder Musiker einen gleichbleibenden, geradzahligen Rhythmus, den Aaron Prior (2011) mit vier Zählzeiten notiert. Auf den Hauptschlag (bvungog) folgen ein kurzer Schlag (okak), um den ersten zu dämpfen, und zwei weitere Taktschläge. Der größte Gong balbal gibt Lautstärke und Tempo vor. Der zweitgrößte Gong kadwa setzt seinen Hauptschlag auf den Dämpfungsschlag des balbal. Entsprechend folgen die weiteren Gongs in abfallender Größe mit ihrem Hauptschlag auf dem zweiten Schlag des nächstgrößeren Gongs. Im Zusammenklang der Einzeltöne (englisch interlocking) ergibt sich eine zyklisch aufsteigende Tonfolge. Der Schlägel wird oftmals kurz vor Gebrauch mit dem Messer aus einem frischen Zweig herausgeschnitten.
Ähnlich ist die rhythmische Struktur bei der Spielweise tuppaya, die wie tadok (pattang) im Gebiet der südlichen Kalinga einheitlich ist. Beim tuppaya-Tanz, der neben zeremoniellen Anlässen als Brautwerbetanz aufgeführt wird, knien sechs Musiker in einer Reihe am Boden. Der Gong ruht mit der offenen Seite nach unten auf den Oberschenkeln der Spieler und ist, um nicht herabzurutschen, am Gürtel festgebunden. Den Hauptschlag erzeugt jeder Spieler mit der rechten Handfläche in der Mitte des Gongs, während er sogleich mit der linken Hand einen leichten Schlag zur Dämpfung abgibt und dabei mit der Hand am linken Rand des Gongs hinuntergleitet, was den Ton leise macht und erhöht. Die beiden nächsten Schläge mit der rechten und der linken Hand werden weniger stark ausgeführt. Auf diese Weise werden die vier tiefsten Gongs gespielt. Der zweithöchste Gong opop spielt durchgängig gedämpfte Taktschläge und der höchste Gong lalat besitzt die Freiheit zu einer gewissen rhythmischen Improvisation. Sechs verschiedene Schlagtechniken lassen sich unterscheiden: ungedämpfter Schlag mit klarer Tonhöhe – ungedämpfter Schlag – gedämpfter Schlag mit unbestimmter Tonhöhe – gleitende Bewegung – starker Schlag – diffuser Schlag. Glenn Ress Stallsmith (2007) gibt für das tuppaya-Ensemble die Reihenfolge der Gongs an: (1) taggatag, (2) kaguwa, (3) katlu, (4) kapat, (5) upup und (6) bengbeng. Der taggatag-Spieler ist das versierteste Mitglied der Gruppe. Er beginnt mit dem Spiel, gibt das Tempo vor und kann während des Spiels den Rhythmus variieren. Aus den unterschiedlichen Anschlagtechniken, Schlagfolgen und Einsätzen entstehen wiederum durch Überlagerung resultierende Melodieverläufe.
Tuppaya begleitet grundsätzlich den Brautwerbetanz salidsid (auch salip, seledsed, bei den Bago manmanok), bei dem sich ein Mann und eine Frau kreisförmig umtanzen. Beide haben ein (rotes) Tuch umgehängt oder schwenken es in den Händen. Der Mann verkörpert einen stolzen Hahn, der um die Aufmerksamkeit einer Henne wirbt und die Frau zeigt sich mit ausgestreckten Armen als eine darauf reagierende Henne. Im Anschluss an die formelle Eröffnung des Tanzfestes treten zunächst zwei der angesehensten Mitglieder der Gemeinschaft auf. Nach einigen Minuten übergeben die Tänzer das Tuch an jemanden ihres Geschlechts weiter, bis nach und nach die sich bereithaltenden Tänzer oder Zuschauer zum Tanz aufgefordert werden.
Bei den Mangali, einer auf 7000 Menschen geschätzten Untergruppe der Kalinga in der Gemeinde Tanudan, werden bei den gangsa spielenden Tänzern drei Rhythmusmuster des tadok unterschieden, wobei die Tonhöhe der Gongs unerheblich ist. Jeder Tänzer/Musiker spielt entweder den Rhythmus tokkotok, tabbeleng oder sapul. Von diesen Rhythmen ist tokkotok der am einfachsten zu spielende und sapul der schwierigste, weshalb die meisten Musiker den erstgenannten und nur ein oder zwei den sapul-Rhythmus auswählen. Glenn Ress Stallsmith (2007) notiert den tokkotok-Rhythmus mit acht Zählzeiten, von denen der erste und vierte Schlag betont werden. Bei den übrigen sechs Schlägen wird der Nachklang gedämpft. Diese Technik heißt upup. Beim tabbeleng werden von den acht Zählzeiten der erste, dritte, sechste und siebte Schlag betont, die übrigen sind gedämpfte (upup) Schläge. Die Besonderheit beim sapul-Rhythmus ist der betonte vierte Schlag, der über zwei Zählzeiten ausklingt. Standardmäßig wird außerdem der erste Schlag betont, darüber hinaus kann der sapul-Spieler rhythmische Variationen hinzufügen.
Gongs dürfen nicht in der Nähe von jemandem erklingen, der einen Toten betrauert. Falls ein Todesfall eintritt, muss eine im selben Dorf geplante, zeremonielle gangsa-Tanzaufführung in ein Nachbardorf ausweichen oder die Trauergemeinde folgt der Bitte und entfernt sich für einige Zeit aus dem Dorf, bis sie außer Hörweite ist. Die stets bei angenehmen und fröhlichen Anlässen gespielten gangsa passen nicht mit Totenzeremonien zusammen. Bei zeremoniellen Tänzen sind die Frauen und Männer der Kalinga traditionell gekleidet, die Männer mit einem roten, knappen Hüftschurz und die Frauen mit einem rot-gemusterten Wickelrock und einer weißen Bluse. Beim tadok-Tanz bewegen sich die Männer in einer Linie im Kreis oder in einer Schlangenlinie hinter dem erfahrensten Musiker, der üblicherweise den sapul-Rhythmus spielt. Von Zeit zu Zeit bleiben die Männer stehen und bewegen nur die Beine im Rhythmus zur Musik oder schlagen vornübergebeugt ihre gangsa dicht über dem Boden, um anschließend die Tanzrichtung umzukehren. Währenddessen tanzen die Frauen separat einen eigenen Stil (sagni), bei dem sie sich in geraden Linien vor und zurück oder im Kreis bewegen, während sie mit ausgestreckten Händen sich um die eigene Achse drehend einen fliegenden Vogel imitieren. Abwechselnd stemmen sie die Hände in die Hüften. Gelegentlich vereint sich die Gruppe der „flatternden“ Frauen und der gangsa-spielenden Männer zu einer Tanzformation.
Alle Kalinga-Gruppen sind durch bilaterale Vereinbarungen (bodong) miteinander verbunden. Tadok-Tänze gehören wesentlich zur Zeremonie der Friedensvereinbarungen (bodong), die jeweils zwischen zwei der 47 ethnischen Gruppen der Igorot abgehalten werden, um die gegenseitige Verständigung zwischen in früheren Zeiten sich bekriegenden Gruppen zu fördern (kalinga bedeutet in der Regionalsprache „Feind“, „Kämpfer“ oder „Kopfjäger“). Bodong (je nach Region auch pudon, vochong, pechen oder kalon) soll Frieden, Handel, ungehindertes Reisen und gemeinsame Strafverfolgung gewährleisten. In einem Mordfall, der sich zwischen zwei Gruppen ereignet hat, treffen deren Repräsentanten des Friedenspaktes zusammen und verhandeln eine Entschädigungszahlung, um Blutrache zu verhindern. Außer bei ihrer Gründung wird die bodong-Zeremonie abgehalten, wenn der von einer Gruppe gewählte Bevollmächtigte (mangdon si bodong) eines Friedenspaktes das Amt an seinen Nachfolger übergibt. Während der dreitägigen Zeremonie werden mit Tänzen und Musik persönliche Beziehungen geknüpft und aufgefrischt. Konkret werden bei einem bodong die Gebietsgrenzen (bogis) der beiden Gruppen in einem schriftlichen Vertrag (pagta ti bodong) festgelegt. Durch das bodong-System sind 47 Gebiete und die entsprechenden Untergruppen der Kalinga definiert.

### Tingguian
Die Tingguian (auch Tinggian, Eigenbezeichnung Itneg) in der Provinz Abra im Norden von Luzon und die nördlichen Kalinga kennen das inila-ud-Ensemble, das aus drei Gongs und der Zylindertrommel tambul besteht. Die Gongs, namentlich patpat, keb-ang und sapul, liegen auf den Oberschenkeln des Spielers, der sie mit einem Stöckchen in der linken Hand und mit der rechten Handfläche schlägt und mit der rechten Hand auch den Schlag dämpft. Jeder der drei männlichen Spieler produziert einen eigenen Rhythmus.
Zum pinala-iyan-Ensemble derselben ethnischen Gruppen gehören vier Gongs und eine mit zwei Stöcken geschlagene Trommel tambul. Der erste Gong (talagutok) und der dritte Gong (saliksik) liegen mit dem Rand nach unten auf dem Boden und werden jeweils mit zwei Stöckchen geschlagen. Der zweite Gong (pawwok) wird vom Spieler mit der linken Hand aufrecht mit dem Rand auf dem Boden stehend gehalten und mit einem Stöckchen in die Mitte der Innenseite geschlagen. Der vierte Gong (pattong) wird entweder mit der Öffnung nach oben auf den Boden gelegt und auf die Innenseite geschlagen oder er wird mit der linken Hand frei hängend gehalten und auf den Rand geschlagen.
Ein weiteres Ensemble namens pinalandok besteht aus sechs, auf den Oberschenkeln liegenden Gongs, die mit beiden Händen geschlagen werden. Es entspricht dem Ensemble tuppaya der Kalinga.

### Kalanguya

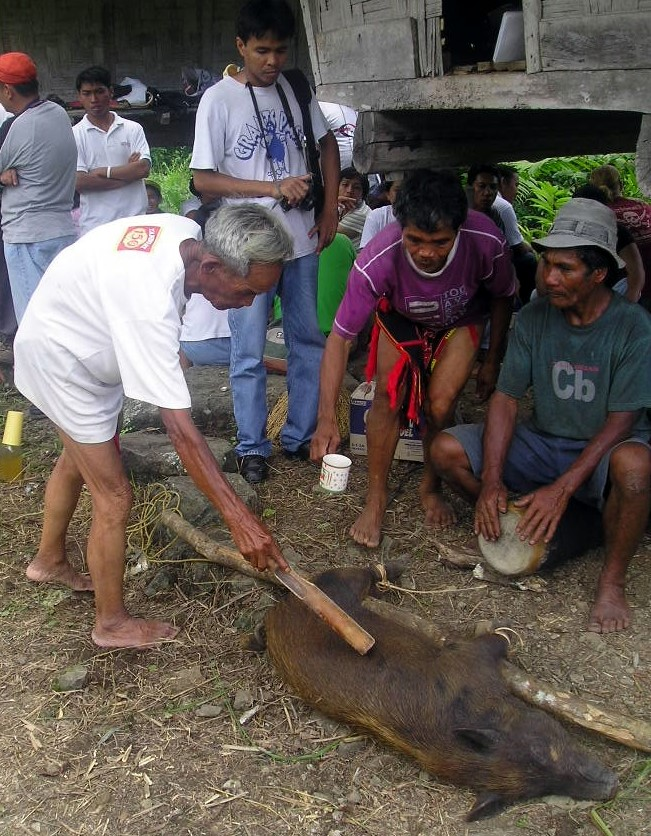
Ein mumbaki (Priester eines baki-Rituals) der Ifugao segnet ein Schwein, bevor es bei einem Fest, das zum Zyklus der Reisaussaat- und Reisernterituale gehört, geschlachtet wird. Der Trommler rechts sitzt auf einer langen Röhrentrommel.

Die Kalanguya leben weit verteilt in den Bergregionen der Provinzen Pangasinan, Nueva Ecija, Cagayan Valley und in der Cordillera Administrative Region. Ihr Flachgongensemble ist ebenfalls von wesentlicher Bedeutung für die Musikkultur und besteht aus vier Instrumenten, die mit Holzstöcken geschlagen werden. Früher durften die Gongs nur von ausgewählten Personen bei zeremoniellen Anlässen in die Hand genommen werden, um die Geisterwelt nicht zu verärgern. Die strengen Regeln sind gewichen, die Verwendung bei festlichen Anlässen (canao) ist geblieben. Zu den traditionellen Zeremonien, die mit einem Tieropfer (Schweine, Kühe oder Wasserbüffel) an die Geister und mit Gongensembles verbunden sind, gehören mehrere Musikstile.
Wenn der Heiler/Geisterbeschwörer (mabaki) den Gastgeber des Festes segnet, legt er die Hände auf dessen Schultern, stampft mit seinen Füßen und murmelt gute Wünsche. Oft bittet er Gott Kabunyan (wörtlich „Himmel“, den Sohn des Schöpfergottes der Igorot) um eine reiche Ernte oder um einen Zugewinn an Schweinen. Die hierbei gespielte Gongmusik heißt liya. Beim Musikstil hibat tanzten die Krieger um den abgetrennten Kopf eines erbeuteten Feindes. Die Kopftrophäe gehörte zu einem Ritual, mit dem der Schamane mit den Geistern Kontakt aufnahm. Seit dem Verbot der Kopfjagd begnügt er sich mit einem Baumfarn für dieses Ritual.
Bei großen Festen wird gangha gespielt, während der mabaki seine Segnung des Gastgebers ausruft. Der Musikstil gangha wird von Tänzen begleitet und gehört zu mehreren Festen, darunter padit. Beim achttägigen Fest padit werden mehrere Schweine geschlachtet, um einen Sieg über den Feind zu feiern. Den Kopf des Feindes symbolisiert heute ein auf einem Pfosten in der Mitte des Platzes aufgespießter Farn mit einem großen Fass Reiswein dabei, den die Versammelten umtanzen.
Wenn früher ein Stück Felsen ohne menschliches Zutun abrutschte, wurde dies als Omen aufgefasst und die Musik deggenden gespielt, bei der sich Tänzer rückwärts bewegten.
Die Kalanguya führen nicht mehr alle traditionellen Feste, aber nach wie vor das bedeutende padit-Fest auf. Die Gongmusik und Tänze werden heute hauptsächlich bei Hochzeiten, politischen Versammlungen und Erntedankfesten aufgeführt. Wenn Gongs außerhalb traditioneller Zeremonien und mit neuen Spielweisen verwendet werden, so stößt dies nicht bei allen Kalanguya auf Zustimmung.
Zu den anderen Musikinstrumenten der Kalanguya gehören die flache Brettzither kuldahing, bei der vier Saiten mit mehreren Zentimetern Abstand über ein rechteckiges Holzbrett gespannt sind. Die Saiten werden mit einem Finger im Stil der Gongs gezupft. Die kuldahing gilt als kleine Version des Gongensembles. Die pakgong ist eine von Frauen auf ihrem Weg zur Feldarbeit gespielte, kleine Bambusgabelklapper ähnlich der nordostindischen toka.

### Ifugao
Die Ifugao nennen den Gong und ein Ensemble bestehend aus drei Gongs gangha. Einer dieser Gongs, der tobob genannt wird, ist höher gestimmt als die anderen und wird mit der linken Hand geschlagen, während der rechte Handballen über die  Fläche gleitet. Die beiden größeren Gongs, hebbiat und qahot, werden mit Stöcken auf die Mitte der Innenseite geschlagen. Bei den kleineren Gongs betragen die Durchmesser zwischen 26 und 39 Zentimeter, bei den größeren über 45 Zentimeter. Der annähernd rechtwinklig umgebogene Rand ist 3,5 bis knapp 5 Zentimeter hoch. Heutige Bronzegongs wiegen 1,5 bis 2 Kilogramm, ältere Exemplare wiegen um 3 Kilogramm. Um die Tonhöhe der Gongs anzugleichen kleben die Ifugao manchmal Lehm an die Innenseite. Abgesehen von den importierten Flachgongs stellen auch die Ifugao alle übrigen Musikinstrumente aus lokal verfügbaren Materialien her: die meisten aus Bambus, einige Trommeln aus Holz. Metall kommt ansonsten nur bei den heutigen Maultrommeln vor, welche die ursprünglichen Bambusrahmenmaultrommeln (vom Typ der genggong) ersetzen.
Alte Gongs sind sehr selten und neuere Gongs häufig nur im Besitz der Gemeindeverwaltungen, von wo sie bei Hochzeiten und anderen Festen von den Familien ausgeliehen werden. Gangha werden auch bei Erntedankfesten und zur Einweihung eines neuen Hauses, in jedem Fall zur Begleitung von Tänzen gespielt. Tayao ist ein Tanz, der als Totenklage bei einem Todesfall in der Familie und zur Krankenheilung aufgeführt wird. Männer und Frauen breiten die Arme zu Vogelschwingen aus und imitieren Hühner (oder Adler), weil den Hühnern eine magische Bedeutung und eine Vermittlerrolle bei der Verständigung mit den Geistern zugesprochen wird.

### Karao
Die Karao in der Provinz Benguet besitzen das Ensemble itundak oder tinebtebak, das aus sieben Gongs besteht, die mit Schlägeln auf die Mitte der Innenseite geschlagen werden. Der Gong wird mit der linken Hand an einem V-förmigen hölzernen Handgriff gehalten. Dieser ist mit dem Gong mittels einer Schnurschlaufe verbunden, die durch zwei in den Rand gebohrte Löcher führt. Der Kopf des Schlägels ist mit Stoff gepolstert. Jeder Spieler der unterschiedlich gestimmten Gongs schlägt einen eigenen Rhythmus. Die Namen der fünf führenden Gongs lauten: (1) salaksak, (2) maleok, (3) maleok, (4) banengbeng und (5) sitot. Wie allgemein spielen Männer die Gongs, während sich die Frauen in Reihen mit langsamen Schritten bewegen und im Kreis drehen. Beim tinebtebak-Tanz setzen die Tänzerinnen den linken Fuß nach vorn, verlagern ihr Gewicht darauf und biegen anschließend den Oberkörper nach hinten, bis sie die rechte Ferse voll belasten.

### Isneg
Bei den Isneg oder Isnag (auch Apayaw) in der Provinz Apayao gibt es ein Ensemble mit zwei Flachgongs hansa und einer langen, konischen Röhrentrommel ludag aus einem ausgehöhlten Holzstamm, die einseitig mit Reh- oder Ziegenhaut bespannt ist und an noch längere Zeremonialtrommeln in Borneo (Kalimantan Timur) erinnert. Die Trommel muss stark mit beiden Händen geschlagen werden, um einen mäßig lauten Ton zu produzieren und ist daher ein Instrument der Männer, während Frauen mit einem Stöckchen die Gongs schlagen. Das Ensemble begleitet die Tänze tabok (taduk) und talip, in denen generell unverheiratete Mädchen, Jungen und auch verheiratete Männer festgelegte Rollen tanzen. Begabten Tänzern applaudiert das Publikum. Beim Tanz turayan („Adler“) ahmen zwei Frauen und ein Mann mit ausgestreckten Armen einen durch die Lüfte gleitenden Adler nach. Der Raubvogel gilt in der Region wegen seiner Stärke und Schnelligkeit als Stammesvogel. Gongs werden ferner bei Beerdigungszeremonien geschlagen.

### Ibaloi

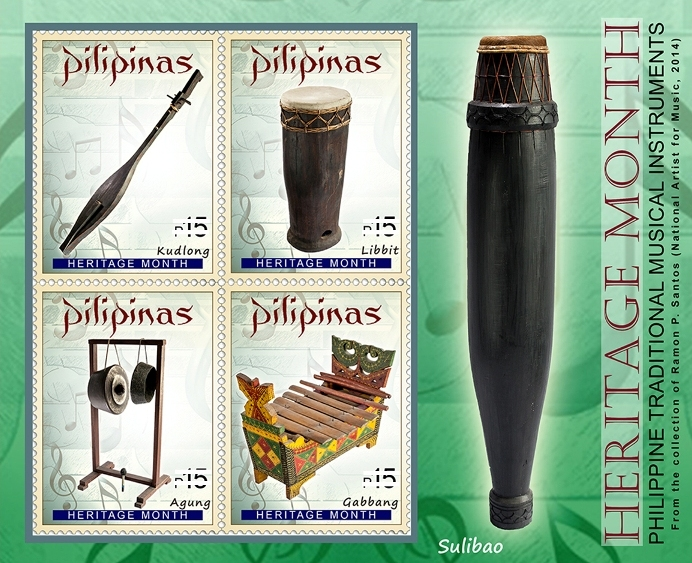
Musikinstrumente auf philippinischen Briefmarken, daneben eine lange Röhrentrommel sulibao.

Die Trommel ludag entspricht der 75 Zentimeter langen Trommel sulibao und der 80 Zentimeter langen, tiefer klingenden kimbal der Ibaloi (auch Nabaloi) in der Provinz Benguet und der Bontok in der Mountain Province. Der Felldurchmesser der Trommeln beträgt nur rund 10 Zentimeter. Das sulibao-Ensemble der Ibaloi besteht aus zwei Gongs, den beiden Trommeln und einem Paar Eisenstäbe (palas). Die kimbal beginnt mit einem konstanten Rhythmus, worauf die sulibao mit einem anderen Rhythmus hinzukommt. Die Gongs werden mit der linken Hand an einer Schnur mit V-förmigem Handgriff so gehalten, dass die Oberseite des Gongs den Unterarm berührt und mit einem Stock in der rechten Hand auf die Mitte der Unterseite geschlagen. Einer der beiden Gongs (pinsak) spielt einen gleichbleibenden Schlag, während der andere Gong (kalsa) und die Eisenstäbe einen freieren Rhythmus ergänzen.
Das kulimbet-Ensemble der Ibaloi setzt sich aus einem Gong und zwei langen, schmalen Röhrentrommeln zusammen, von denen eine etwas höher klingt als die andere. Es gehört zu einer Heilungszeremonie, bei der eine Frau und ein Mann um ein Schwein tanzen, das geopfert werden soll. Die Frau schwingt ein Messer in ihrer rechten Hand, das, sobald Blut daran zu sehen ist, den Erkrankten wieder aufleben lässt. Nach diesem Erfolg wird das Messer zur sicheren Verwahrung an den Hauseigentümer übergeben.

### Bontok
Die um die gleichnamige Stadt siedelnden Bontok verwenden das palook- oder pattung-Ensemble mit sieben Gongs (gangsa), die von Männern mit Stöckchen auf die Innenseiten geschlagen werden, während sie tanzen. Die Männer spielen einen oder zwei Rhythmen und schwingen die Gongs abwechselnd bis in Kopfhöhe und bis hinunter zum Boden. Dabei bewegen sie sich in einer Reihe in kleinen Schritten zur Seite und manchmal in einer Schlangenlinie nach vorne. Erst gegen Schluss treten einige Frauen hinzu und umkreisen die Männer.
In der Stadt Bontoc werden beim gangsa pattung drei Typen von Flachgongs unterschieden: Der größte und am tiefsten klingende Gong mangokngok produziert mit abwechselnd lauten und gedämpften Schlägen einen durchgängigen Takt. Mit ebensolchen abwechselnden Schlägen spielt der maerwas einen Rhythmus, den der matayoktok mit überwiegend gedämpften Schlägen ergänzt.
Bei der mit einer gewissen Ähnlichkeit zur christlichen Taufe durchgeführten Initiation (sa-eb) für Jungen, die frühmorgens beginnt und an der nur Männer mitwirken, stimmen die Männer den hierfür bestimmten Gruppengesang ayyeng an. Ein Schwein, ein Ferkel und mehrere Hühner werden geschlachtet, während der Älteste Gebetssprüche (kapya) vorträgt. Begleitet von Gongschlägen taucht er seinen Finger in ein Becken mit Schweineblut und berührt anschließend die Stirn des Kindes. Dabei ruft er laut den Namen des Kindes, damit ihn die Ahnengeister (anito) hören. Das Kind sollte nach einem Ahn, dem Namen der Hebamme oder nach seinem Geburtsort benannt werden, jedenfalls nach einem den anito geläufigen Namen, sodass diese sich um das Kind sorgen können. Nun darf die Mutter mit ihrem Kind im Arm zum Kreis der tanzenden Männer hinzutreten. Am späteren Vormittag servieren die männlichen Verwandten Reis und gekochtes Fleisch für die Gäste. Nach weiteren ayyeng-Gesängen und einem nochmaligen Essen eine Stunde später zerstreuen sich die Männer und jetzt werden auch die Frauen und Kinder der Familie zum Essen zugelassen.
Weitere Anlässe für den Auftritt von gangsa-Ensembles sind Friedensbünde und Erntedankfeiern. Früher wurde auch die erfolgreiche Rückkehr von einer Kopfjagd (tumo) mit Gongschlägen gefeiert. Dies ist ein Hinweis, dass Kopfjagden nicht nur der Kriegsführung dienten, sondern eine religiöse Bedeutung besaßen.